# 상하이 디즈니랜드

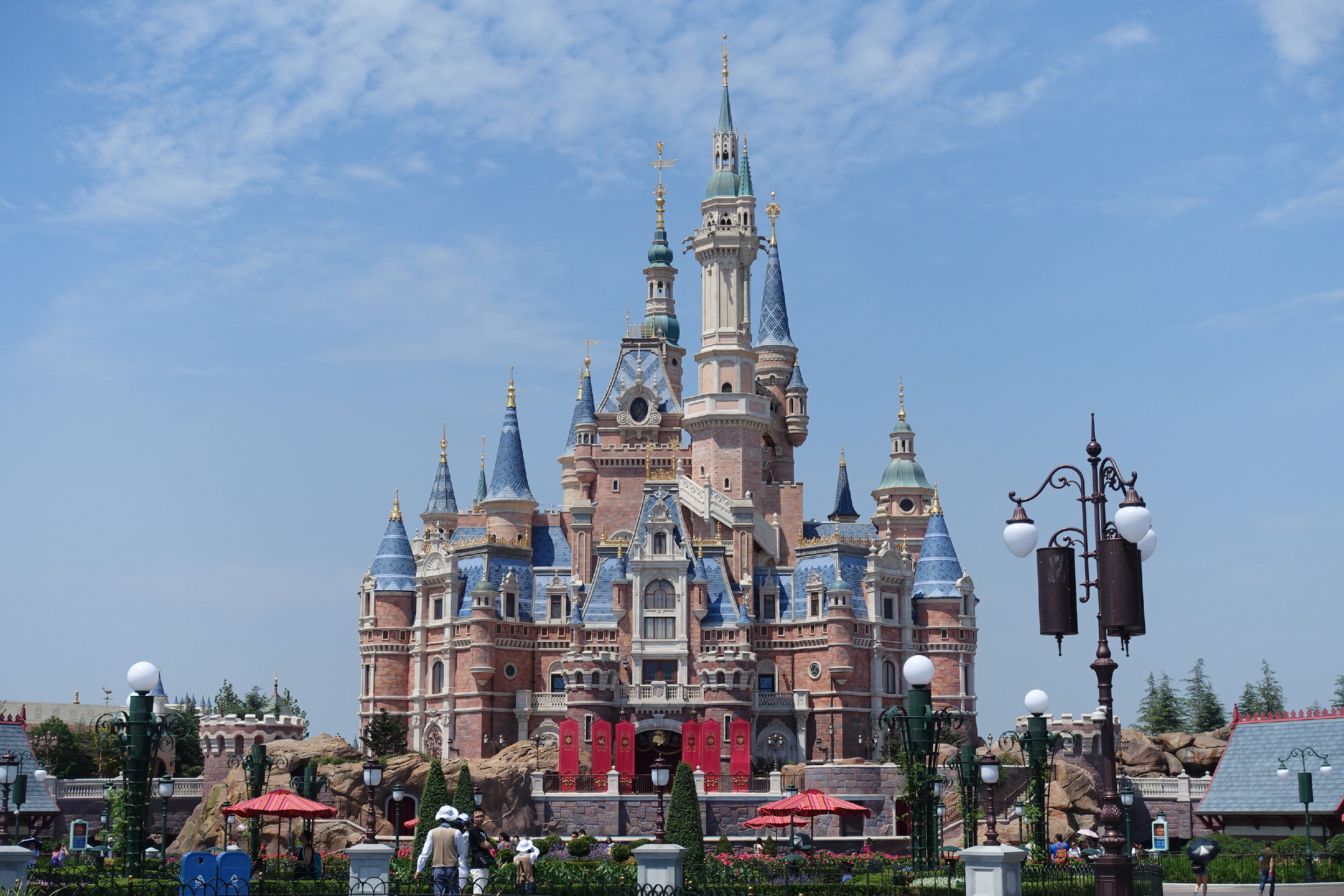

상하이 디즈니랜드(중국어 간체자: 上海迪士尼乐园)는 중화인민공화국 상하이시에 있는 상하이 디즈니 리조트 내에 위치한 디즈니 공원이다.

## 소개
상하이 디즈니랜드는 미국 엔터테인먼트업체 월트 디즈니와 중국 상하이 선디(申迪)그룹이 지분 43%대 57%로 지난 2011년부터 총 55억달러(6조400억원)를 투자해 만들었고 2016년 6월 16일에 개업하였다. 전세계에서 여섯 번째이자 아시아에서 도쿄, 홍콩에 이어 세 번째 디즈니랜드다.
상하이 푸둥(浦東)의 중간 촨사(川沙) 신도시에 위치한 상하이 디즈니리조트는 3.9km2 면적을 차지해 아시아 최대 테마파크로 꼽힌다

## 입장료
입장료는 비수기 377위안(약 6만 4000원), 성수기 499위안(약 8만 5000원)이며 평일에는 399위안, 성수기(여름방학·주말·공휴일)는 575위안, 춘절 및 국경절 연휴기간은 665위안이다. 중국의 일반 직장인들 봉급 생각하면 부담스러운 요금이지만 어린이나 노약자는 25% 할인해주고 영·유아는 무료입장도 가능하다.

## 테마
상하이 디즈니랜드는 어드벤처랜드, 판타지랜드, 상상의 정원, 투모로우랜드, 보물동굴 등 기존 디즈니랜드의 포맷을 거의 그대로 유지하고 있다. 여기에 중국의 특징을 살린 조형물과 건축물이 추가된 정도다. 꿈과 환상의 세계를 표방하는 디즈니랜드인 만큼 다양한 놀이시설과 볼거리를 갖추고 있다. 상하이 디즈니 랜드 지도를 살펴보면 미키에비뉴, 어드벤처아일, 트레저코브, 판타지랜드, 가든오브이메지네이션, 투모로우랜드로 나누어 볼 수 있다.
- 미키 에비뉴: 미키마우스가 있는 지역이으로 미키마우스, 미니 마우스 등 캐릭터를 만날 수 있으며 사진도 함께 찍을 수 있다. 미키마우스, 미니 마우스, 도날드 덕, 칩'n'데일 등 디즈니 만화 캐릭터들과 라타투유, 더 세 카발레로, 레이디 앤 트램 등 디즈니 영화들의 개성에서 영감을 받았다.

- 상상의 정원 : 디즈니 문자로 대표되는 중국12궁도의 각 12마리의 동물이 있는 7개의 4.5헥타르의 중국 정원이 있다. 상상의 정원 관광명소로 꼽히는 곳은 '날아다니는 덤보', '판타지아 캐러셀', 등이 있다.

- 판타지 랜드  : 이 지역은 디즈니 애니메이션 영화에 주제가 된 이 공원의 가장 큰 땅이다. 판타지 랜드는 디즈니 테마파크에서 가장 큰 규모로, 알라딘, 뮬란, 인어공주와 미녀와 야수를 포함한 영화의 장면들을 볼 수 있다. 판타지 랜드의 관광명소로는 피터팬의 여행, 곰돌이 푸의 많은 모험, 일곱 난냉이 광산 열차 등이 있다.

- 트레저 코브  : 트레저 코브는 캐리비안의 해적 선장이 포획한 카리브해 섬에 위치한 18세기 스페인 항구도시로 테마로가 만들어졌다. 이 지역의 관광명소로는 캐리비안의 해적, 탐험가 카누 등이 있다.

- 어드벤처 랜드  : 숨겨진 보물들로 가득한 신비로운 세계를 중심으로한 테마로, 우뚝 솟은 명산을 흐르는 강물과 전 세계를 가로 지른는라이딩 비행 체험이 위치해 있는 곳이다.

## 내부 및 놀이기구
- 내부 : 밍르스제(明日世界, 대표적 놀이기구: 트론 라이트 사이클파워런), 멍환스제(梦幻世界, 대표적 놀이기구: 신데렐라성·피터팬), 바오창완(宝藏湾, 대표적 놀이기구: 캐리비안의 해적), 탄셴다오(探险岛, 대표적 놀이기구: 소어린 오버 더 호라이즌), 미키따제(米奇大街), 치샹화웬(奇想花园, 대표적 놀이기구: 회전목마) 등 여섯 개의 테마 존으로 구성되어 있다. 각각의 테마 존에 걸맞은 놀이기구들을 운영하고 있다.

- 놀이기구 소개

1. 해적선 체첨 및 해상전투 체험 놀이기구 :‘캐리비안의 해적’을 테마로 한‘트레저 코브’를 선보인다. 중국어로는 ‘바오짱완’이라고 부른다.해장전투 체험에서는 선장의 지휘 하에 두 해적선이 전쟁을 펼치는 경험을 할 수 있다.
2.일곱 난쟁이 열차 : 어드벤처 아일랜드에 건설된‘일곱 난쟁이 열차’는 디즈니 만화 백설공주를 모티브로 한다. 백설공주에서 광부로 등장한 일곱 난쟁이들이 타고 다니던 열차를 그대로 놀이기구로 제작했다.
3. 라이트사이클 파워 런 : 투모로우 랜드에는 1982년 개봉한 SF영화‘트론’에 나온 놀이기구로, 거대한 야광 불빛이 있는 돔 아래 건설된 롤러코스터이다.
이외에 '토이스토리’의 우주 전사 버즈에서 영감을 얻은 놀이기구도 있다. 상하이 디즈니랜드에서는 놀이기구를 타면서 토이스토리 속 버즈의 이야기를 따라 갈 수 있도록 만들었다.

## 같이 보기
- 상하이 디즈니 리조트
- 홍콩 디즈니랜드